# Hitreselet
Hitreselet är en sjö i Skellefteå kommun i Västerbotten och ingår i Byskeälvens huvudavrinningsområde och Ålsåns mindre avrinningsområde. Sjön har en area på 0,0466 kvadratkilometer och ligger 298,3 meter över havet, i Byskeälven Natura 2000-område.
Sjön avvattnas av vattendraget Skogträskbäcken (samiska: Gábmagatjjuhka), som utgör Ålsåns största biflöde och vars lugna, selrika lopp närmast före mynningen (mellan Inreselet, Gräsandselen, Hitreselet och Ålsån) även benämns Selsbäcken.

## Delavrinningsområde
Hitreselet ingår i det delavrinningsområde (724961-169211) som SMHI kallar för Mynnar i Ålsån. Medelhöjden är 311 meter över havet och ytan är 11,2 kvadratkilometer. Räknas de 5 avrinningsområdena uppströms in blir den ackumulerade arean 55,79 kvadratkilometer. Skogträskbäcken/Gábmagatjjuhka som avvattnar avrinningsområdet har biflödesordning 3, vilket innebär att vattnet flödar genom totalt 3 vattendrag innan det når havet efter 95 kilometer. Avrinningsområdet består mestadels av skog (51 procent) och sankmarker (42 procent). Avrinningsområdet har 0,22 kvadratkilometer vattenytor vilket ger det en sjöprocent på 2 procent.